# Sarajlije
Sarajlije är en ort i Bosnien och Hercegovina.   Den ligger i entiteten Federationen Bosnien och Hercegovina, i den centrala delen av landet, 90 km väster om huvudstaden Sarajevo. Sarajlije ligger 888 meter över havet och antalet invånare är 476.
Terrängen runt Sarajlije är huvudsakligen kuperad, men söderut är den platt. Sarajlije ligger nere i en dal. Närmaste större samhälle är Tomislavgrad, 4,5 km sydväst om Sarajlije. 
Trakten runt Sarajlije består till största delen av jordbruksmark. Runt Sarajlije är det ganska tätbefolkat, med 93 invånare per kvadratkilometer.